# Musée du canal Kennet et Avon
Le musée du canal Kennet et Avon à Devizes, dans le Wiltshire, en Angleterre possède une exposition sur la conception, la réalisation, l'utilisation et le déclin commercial du canal Kennet et Avon, ainsi que sur sa restauration ultérieure.
Le musée est situé sur les quais de Devizes, à distance de marche du centre de Devizes et du célèbre ensemble de 29 écluses de Caen Hill. Il est géré par la Fiducie du canal Kennet et Avon, qui a également son siège et une boutique dans le Centre du canal.
Sur le même site se trouve le théâtre du quai (Wharf Theatre) dans un ancien entrepôt.